# Dehu Road
Dehu Road es una ciudad y  acantonamiento situada en el distrito de Pune en el estado de Maharashtra (India). Su población es de 48961 habitantes (2011). Se encuentra a 24 km de Pune.

## Demografía
Según el censo de 2011 la población de Dehu Road era de 48961 habitantes, de los cuales 25971 eran hombres y 22990 eran mujeres. Dehu Road tiene una tasa media de alfabetización del 90,96%, superior a la media estatal del 82,34%: la alfabetización masculina es del 94,80%, y la alfabetización femenina del 86,63%.